# Yanhuang

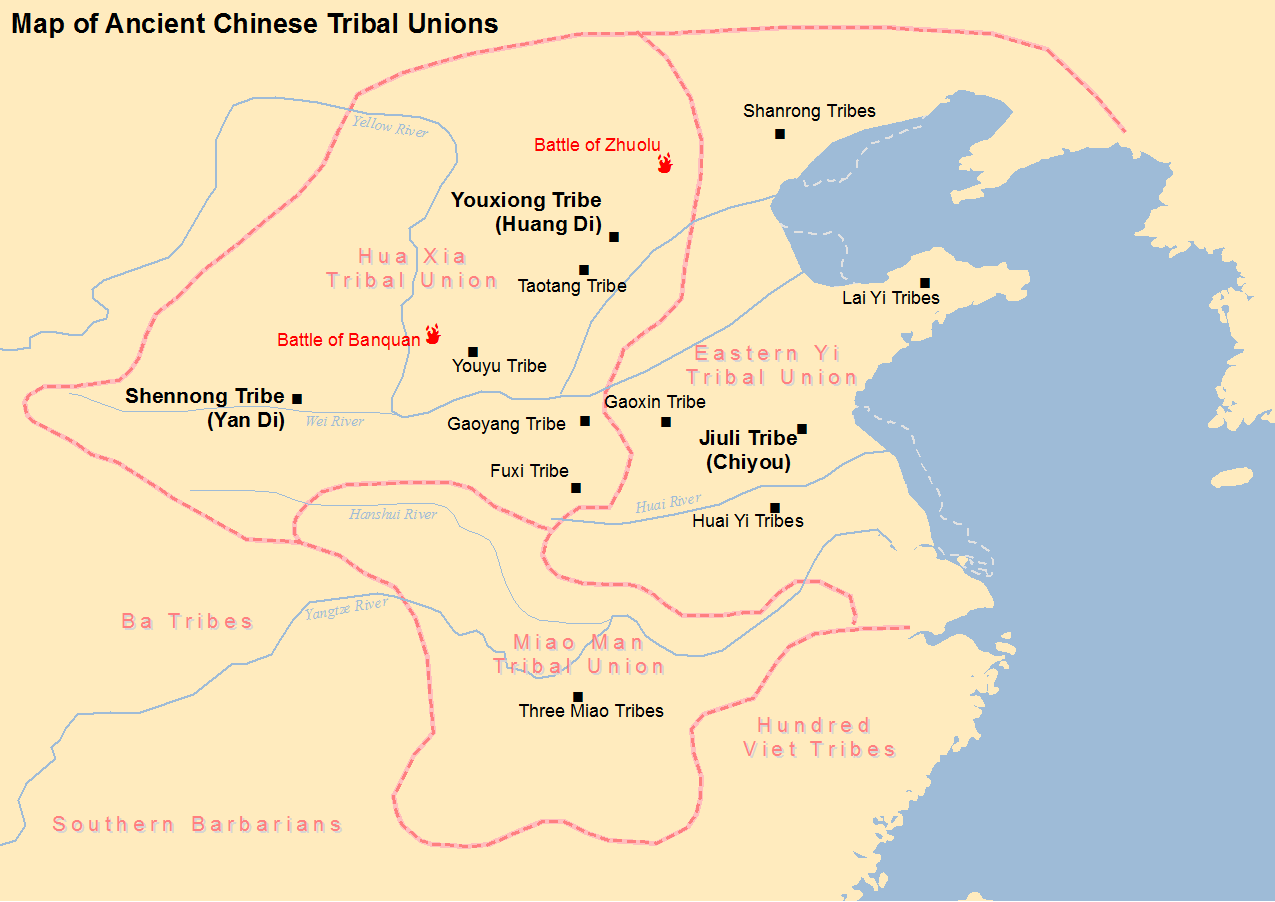
Mapa de tribus y uniones tribales en la antigua China. Yanhuang se muestra como Unión Tribal Hua Xia en el mapa.

Yan Huang (chino: t 炎黃, s 炎黄, p Yán Huáng) era el nombre de un grupo étnico de la antigua China que habitaba la cuenca del río Amarillo. Reclamaron su descendencia de las dos tribus lideradas por los Emperadores Yan y Amarillo. Su principal logro fue unirse para fortalecer la base de las dos tribus y su comunidad civilizada. Los Yanhuang fueron los fundadores del pueblo chino y los iniciadores de la cultura china.
La esposa de Shaodian, Youjiao, dio a luz al Emperador Amarillo, cerca del río Ji, y al Emperador Yan, junto al río Jiang, lo que explicaba sus diferentes temperamentos. Aunque Shaodian precedió a los emperadores Amarillo y Yan, él no era su padre.
Durante el tiempo de Huangdi, los descendientes de Shennong declinaron. Hong Sheng y el Emperador Yan descendieron de Shennong. Ambos poseían conocimiento integral. Quinientos años pasaron de Shennong a la época de los emperadores Amarillo y Yan. El emperador Yan fue la última generación; Shennong, Shaodian, los emperadores Fuego [Yan] y Huangdi le precedieron.